# Moses Elias Kiley
Moses Elias Kiley (* 13. November 1876 in Margaree, Nova Scotia, Kanada; † 15. April 1953) war Erzbischof von Milwaukee.

## Leben
Moses Elias Kiley empfing am 10. Juni 1911 durch den Erzbischof von Dallas, James Edward Quigley, das Sakrament der Priesterweihe.
Am 10. Februar 1934 ernannte ihn Papst Pius XI. zum Bischof von Trenton. Der Sekretär der Konsistorialkongregation, Raffaele Carlo Kardinal Rossi OCD, spendete ihm am 17. März desselben Jahres die Bischofsweihe; Mitkonsekratoren waren der Sekretär der Kongregation für die Ausbreitung des Glaubens, Carlo Salotti, und der Bischof von Newark, Thomas Joseph Walsh.
Am 1. Januar 1940 ernannte ihn Papst Pius XII. zum Erzbischof von Milwaukee.